# Sipatosia onerosa
Sipatosia onerosa là một loài bướm đêm trong họ Noctuidae.